# Адрано
Адрано (італ. Adrano, сиц. Adranu) — муніципалітет в Італії, у регіоні Сицилія,  метрополійне місто Катанія.
Адрано розташоване на відстані близько 520 км на південний схід від Рима, 150 км на схід від Палермо, 20 км на північний захід від Катанії.
Населення — 36 285 осіб (2014).
Щорічний фестиваль відбувається 3 серпня. Покровитель — святий Ніколо Політі.

## Демографія
Населення за роками:

Станом на 1 січня 2023 року в муніципалітеті офіційно проживало 497 іноземців з 32 країн, серед них 266 громадян країн Євросоюзу та 2 громадяни України.

## Сусідні муніципалітети
- Бельпассо
- Б'янкавілла
- Бронте
- Кастільйоне-ді-Сицилія
- Чентурипе
- Малетто
- Ніколозі
- Рандаццо
- Сант'Альфіо
- Цафферана-Етнеа